# 萱鑾縣
萱鑾縣（發音：[sǔa̯n lǔa̯ŋ]）是泰國首都曼谷轄下的50個區之一。

## 概述
萱鑾縣總面積23.678平方公里。根據泰國官方於2017年所作的人口調查數據顯示：居住於萱鑾縣的總人口數量為122534人。萱鑾縣的人口密度為每平方公里5,175.01人。
曼谷聖馬可國際學校就在萱鑾縣境內。